# 1980年冬季残疾人奥林匹克运动会瑞典代表团
1980年冬季残疾人奥林匹克运动会瑞典代表团是瑞典派出的1980年冬季残疾人奥林匹克运动会代表团。获得5枚金牌、3枚银牌和8枚铜牌。